# Jean Hagen
Pour les articles homonymes, voir Hagen.
Jean Hagen — de son vrai nom Jean Shirley Verhagen — est une actrice américaine, née le 3 août 1923 à Chicago (Illinois) et morte d'un cancer le 29 août 1977 à Los Angeles (Californie).
Elle est surtout connue pour son rôle de Lina Lamont, une star du muet dont la voix nasillarde et le zézaiement compromettent la carrière à l'arrivée du cinéma parlant, dans la comédie musicale Chantons sous la pluie (1952). Elle a aussi joué dans Quand la ville dort, classique du film noir (1950).

## Biographie

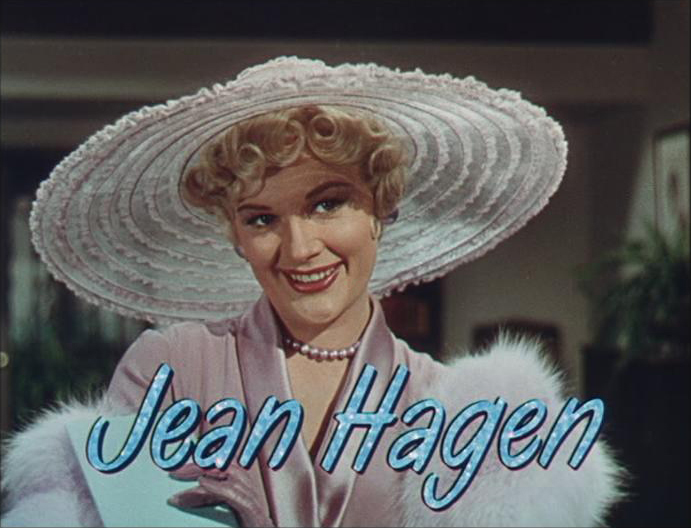
Dans la bande d'annonce de Chantons sous la pluie (1952).

## Filmographie

### Cinéma

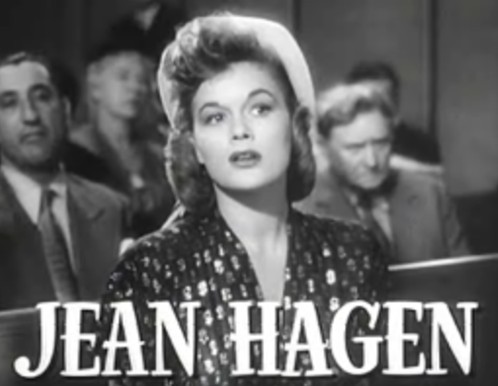
Madame porte la culotte (1949)

- 1949 : Madame porte la culotte : Beryl Caighn
- 1950 : Embuscade : Martha Conovan
- 1950 : La Rue de la mort : Harriette Sinton (chanteuse aux Artistes)
- 1950 : Quand la ville dort (The Asphalt Jungle) de John Huston : Doll Conovan
- 1950 : Ma vie à moi : Maggie Collins
- 1951 : Night Into Morning : une voisine
- 1951 : Discrétion assurée (No Questions Asked) d'Harold F. Kress : Joan Brenson
- 1952 : Chantons sous la pluie : Lina Lamont
- 1952 : L'Homme à la carabine : Maggie Williams
- 1952 : Shadow in the Sky : Stella Murphy
- 1953 : Arena de Richard Fleischer : Meg Hutchins
- 1953 : Lune de miel au Brésil : Anne Kellwood
- 1953 : Half a Hero : Martha Dobson
- 1955 : Le Grand Couteau : Connie Bliss
- 1957 : Spring Reunion : Barna Forrest
- 1959 : Quelle vie de chien ! (The Shaggy Dog) de Charles Barton : Freeda Daniels
- 1960 : Sunrise at Campobello de Vincent J. Donehue : Missy Le Hand
- 1962 : Panique année zéro : Ann Baldwin
- 1964 : La mort frappe trois fois : Dede Marshall

### Télévision
- 1953 : Make Room for Daddy : Margaret Williams
- 1957 : Alfred Hitchcock présente, épisode Assez de corde pour deux : Madge Griffin
- 1975 : Starsky et Hutch, épisode Les Otages (saison 1) : Belle
- 1977 : Alexander: The Other Side of Dawn : la propriétaire

## Distinctions
- 1953 : Nomination à l'Oscar du meilleur second rôle féminin pour Chantons sous la pluie.